# 志岐氏
志岐氏（しきし）は、日本の氏族のひとつ。

## 概要

### 出自
菊池氏の祖菊池則隆の孫・経政から分家して、志岐光弘は元久2年（1205年）に源実朝から、建暦2年（1212年）に北条義時から天草郡六ヶ浦の地頭職を得たとされる。

### 歴史
南北朝時代は一色範氏に属して旧領を安堵された。のちに惣領家である菊池氏の後盾を利用して勢力を拡大し、上津浦、宮地、天草、長嶋、大矢野などの一揆の盟主にまで成長した。
しかし、志岐鎮経（麟泉）の代になって大友宗麟の侵攻に見舞われ、大友氏の勢力が天草まで及んだ頃には、一揆内の内紛が絶えず、貧窮した鎮経は南蛮貿易で利益を得る許可を宗麟に求めた。鎮経の養子・諸経（別名は麟仙、有馬晴純の五男）はルイス・デ・アルメイダを呼び寄せ、ガスパル・ヴィレラらにキリスト教の布教を認めた。しかし、元亀元年（1570年）以降、南蛮船の来航はなく、これに激怒した鎮経（麟泉）は一転してキリスト教徒を迫害した。
天正9年（1587年）以降は台頭してきた島津氏に仕え転戦した。天正15年（1593年）の豊臣秀吉による九州平定には敗れたものの、旧領を安堵された。
しかし、天正17年（1595年）、鎮経（麟泉）は小西行長の居城・宇土城の普請を拒否して天草国人一揆に加勢、小西氏・加藤氏の攻撃に敗れ肥前有馬氏を頼って逃走した。ここをもって国人領主としての志岐氏は終焉を迎えた。
子孫は入来院重高の招きに応じて薩摩藩に仕え、幕末に至った。